# Escudo de Trondheim

Escudo de Trondheim.

El escudo de Trondheim (Sør-Trøndelag, Noruega) es uno de los símbolos de la ciudad y el municipio. Fue adoptado por el gobierno de la ciudad en 1899. Es un diseño de 1897, pero está inspirado en un sello medieval, documentado por primera vez en 1344 pero probablemente más antiguo.
Representa, a la izquierda, a un obispo con báculo pastoral en la puerta de una iglesia, y a la derecha, un rey con una balanza en la puerta de un castillo. La iglesia y el castillo descansan sobre un arco, debajo del cual hay tres cabezas masculinas. El rey y el obispo simbolizan el estatus de Trondheim como primera capital de Noruega y residencia del arzobispo. La balanza podría representar el equilibrio de fuerzas entre el poder monárquico y el eclesiástico, y las tres cabezas al gobierno de la ciudad. Todas las figuras son de color argén, sobre un campo azur. El escudo está rematado con una corona mural, también en argén, de ocho almenas.
El sello original también contenía la inscripción en latín SIGILLVM OMNIVM CIVIVM NIDROSIENSIS CIVITATIS, que se traduce como El sello de los ciudadanos de la ciudad de Nidaros.